# 米猜·格汶春
米猜·格汶春（1929年1月30日—），聖名彌額爾，是泰國籍天主教司鐸級樞機、現任樞機團首席司鐸和曼谷總教區榮休總主教。

## 生平
格汶春於1929年1月25日在泰國佛統府的小村莊Sam Phran District出生。並就讀於Siracha的小修道院。然後，他在羅馬宗座傳信大學深造，在那裡他獲得了哲學和神學。他於1959年12月20日，在曼谷總教區晉鐸。
1973年6月3日晉牧，並獲教宗若望保祿二世被任命為曼谷總教區總主教。1983年2月2日，若望保祿二世將他擢升為司鐸級樞機，領麪包火腿聖老楞佐堂區司鐸銜。他曾參與2005年教宗選舉秘密會議，當時選出的教宗為本篤十六世。
直到2009年5月14日榮休，及由江薩·戈威瓦尼接替成為曼谷總教區正權總主教。自2016年12月14日起，他成為樞機團首席司鐸。